# Вівчаренко Клавдія Олександрівна
Кла́вдія Олекса́ндрівна Вівчаре́нко (5 червня 1927, с. Першотравневе, Долинський район, Кіровоградська область) — Герой Соціалістичної Праці.

## Життєпис
Трудову діяльність розпочала в радгоспі ім. К.Маркса різноробом, потім з 15.04.1944 по 24.04.1950 — ланковою.
За виняткові заслуги перед державою по вирощуванню озимої пшениці на площі 20 га та отримання врожаю по 32,6 центнера з 1 га Указом Президії Верховної ради СРСР від 21 вересня 1949 року надане звання Героя Соціалістичної праці з врученням зірки «Героя» і ордена «Леніна».
З 15.05.1965 по 01.11.1968 працювала на різних роботах в радгоспі «Родина» Криворізького району.
Після переїзду до м. Кривого Рогу на постійне місце мешкання, працювала на дробильній фабриці шахти ім. Фрунзе однойменного рудоуправління з 20.03.1969 по 01.10.1988 на посаді машиніста конвеєра.